# Ilche
Ilche ist eine nordspanische Gemeinde (municipio) mit 185 Einwohnern (Stand: 2024) im Westen der Provinz Huesca in der Autonomen Region Aragonien.
Die Gemeinde besteht aus den Ortschaften Fornillos, Monesma de San Juan, Morilla, Permisán und Odina. 

## Lage und Klima
Ilche liegt etwas südlich der Sierra de la Carrodilla etwa 48 Kilometer (Fahrtstrecke) südöstlich der Provinzhauptstadt Huesca in einer durchschnittlichen Höhe von etwa 500 m. Durch die Gemeinde fließt der Canal de Terreu. Das Klima ist warm und gemäßigt (die Winter sind relativ kalt, die Sommer heiß); Regen (ca. 570 mm/Jahr) fällt übers Jahr verteilt.

## Bevölkerung
| Jahr      | 1900 | 1910 | 1930 | 1940 | 1950 | 1960 | 1970 | 1981 | 1991 | 2001 | 2011 | 2020 |
| --------- | ---- | ---- | ---- | ---- | ---- | ---- | ---- | ---- | ---- | ---- | ---- | ---- |
| Einwohner | 698  | 687  | 739  | 704  | 596  | 461  | 413  | 300  | 323  | 282  | 237  | 197  |

## Sehenswürdigkeiten
- Pfarrkirche San Juan in Ilche sowie weitere Pfarrkirchen in Fomillos, Monesma, Morilla und Permisán
- Schloss aus dem 16. Jahrhundert